# Luxemburgisch-portugiesische Beziehungen
Die luxemburgisch-portugiesischen Beziehungen beschreiben das zwischenstaatliche Verhältnis zwischen Luxemburg und Portugal. Die Länder unterhalten seit 1891 direkte diplomatische Beziehungen. Sie gehören beide u. a. der EU, der Eurozone, der OSZE, der OECD, der Europäischen Weltraumorganisation und dem Schengen-Raum an. Seit 2018 hat Luxemburg zudem Beobachterstatus in der Gemeinschaft der Portugiesischsprachigen Länder.
Die bilateralen Beziehungen gelten als ausgezeichnet. Anlässlich eines Besuches des luxemburgischen Premierministers Xavier Bettel in Portugal Anfang März 2014 hob der portugiesische Premier Pedro Passos Coelho die historisch guten Beziehungen beider Länder hervor. Er dankte dabei den Luxemburgern für die gute Aufnahme der portugiesischen Einwanderer und nannte die konstruktive Zusammenarbeit beider Regierungen auf allen Ebenen als ein Vorbild für die Europäische Integration. Bettel pflichtete Coelho bei und verwies beispielhaft auf den portugiesischstämmigen Félix Braz, der Justizminister in seiner Regierung sei. Den bilateralen Handel bezeichneten dagegen beide als ausbaufähig.
Portugiesen stellen 16 % der Bürger Luxemburgs und sind damit die größte ausländische Bevölkerungsgruppe. So bietet etwa die führende Zeitung Luxemburgs, das Luxemburger Wort, auf ihrer Website zahlreiche Artikel auch in portugiesischer Sprache an. Auch eine Reihe luxemburgischer Politiker, Sportler, Unternehmer und Kulturschaffende sind portugiesischer Abstammung, etwas die EU-Abgeordnete Isabel Wiseler-Santos Lima, die Großherzogin Charlotte oder Fußball-Nationalspieler wie Gerson Rodrigues, Ricardo Aleixo Delgado oder Joël Pedro.

## Geschichte

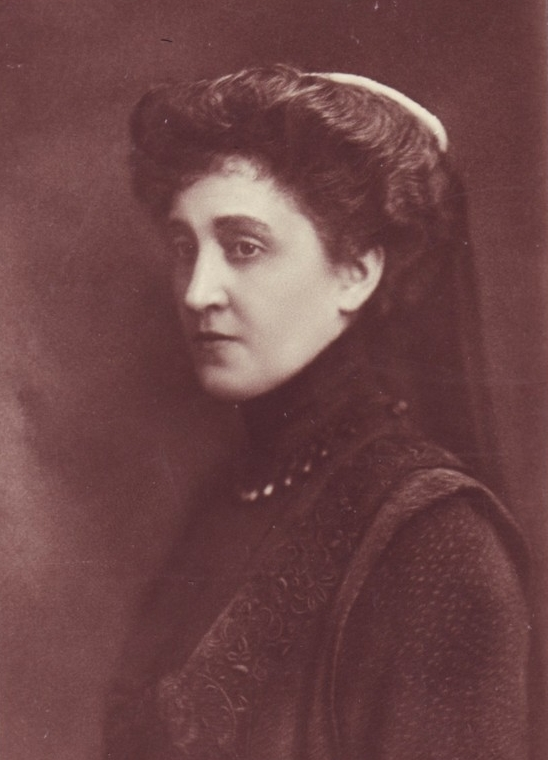
Maria Anna von Portugal (1894), Großherzogin von Luxemburg

Mit der Regierungsübernahme durch das luxemburgische Haus Nassau-Weilburg wurde 1890 die endgültige Unabhängigkeit des Großherzogtums Luxemburg vollendet. 1891 nahmen Luxemburg und Portugal direkte diplomatische Beziehungen auf.
Am 21. Juni 1893 heiratete der Großherzog Wilhelm von Luxemburg die portugiesische Prinzessin Maria Anna von Portugal. Mit der Thronbesteigung Wilhelms 1905 wurde Maria Anna damit Großherzogin von Luxemburg.
Während der deutschen Besetzung Luxemburgs im Zweiten Weltkrieg gelang der luxemburgischen Großherzogin Charlotte die Flucht mittels eines portugiesischen Visums, ausgestellt von Aristides de Sousa Mendes, portugiesischer Konsul im französischen Bordeaux.
In den 1960er Jahren begann die Einwanderung portugiesischer Arbeitnehmer nach Luxemburg, das Arbeiter u. a. in seiner Stahlindustrie benötigte. Die Zahl der Portugiesen in Luxemburg stieg seither stetig an. Zählte die luxemburgische Statistikbehörde STATEC 1970 noch 5.783 Portugiesen, so waren es 82.363 im Jahr 2011, was 16,1 % der Bevölkerung entspricht.
Einem ersten Sozialversicherungsabkommen 1965 folgte 1979 eine Erweiterung.
Bereits 1988 wurde der luxemburgische Politiker und spätere Premierminister und Vorsitzende der Euro-Gruppe Jean-Claude Juncker mit dem Großkreuz des portugiesischen Orden des Infanten Dom Henrique ausgezeichnet.
Anlässlich des Besuchs des portugiesischen Parlamentspräsidenten Eduardo Ferro Rodrigues in Luxemburg wurde am 13. September 2016 im Nationalmuseum für Geschichte und Kunst der Hauptstadt eine Ausstellung zu 125 Jahren diplomatischer Beziehungen der beiden Länder eröffnet.

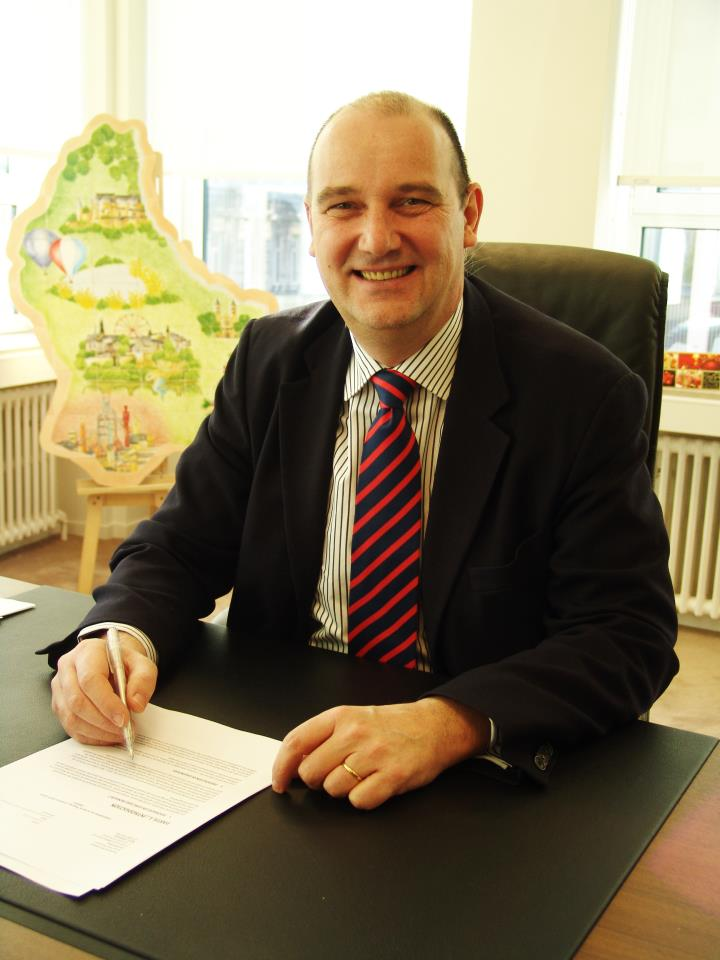
Alain de Muyser, von 2004 bis 2010 Botschafter Luxemburgs in Portugal

Auf der 12. Konferenz der Gemeinschaft der Portugiesischsprachigen Länder in Kap Verde am 17. und 18. Juli 2018 erhielt Luxemburg den Status eines Beobachters.

## Diplomatie
Als erster portugiesischer Botschafter akkreditierte sich am 21. Mai 1891 in Luxemburg Vicente Pinheiro Machado de Melo e Almada (Visconde de Pindela), Portugals Botschafter in den Niederlanden.  Die ständige Botschaft in der Hauptstadt Luxemburg-Stadt residiert heute in der Rue Guiliaume Schnerder Nr. 24. In der Route de Longwy Nr. 282 hat Portugal in der Hauptstadt zudem ein Generalkonsulat eingerichtet.
Die Botschaft Luxemburgs ist in der Rua das Janelas Verdes Nr. 43 in der Hauptstadt Lissabon untergebracht. Der Amtsbezirk der luxemburgischen Botschaft in Portugal schließt auch Kap Verde ein.

## Städtepartnerschaften
Acht Kommunen beider Länder sind durch Städte- und Gemeindepartnerschaften verbunden (Stand 2018), als Ausdruck der engen luxemburgisch-portugiesischen Beziehungen und des bedeutenden Anteils portugiesischstämmiger Einwohner an der Bevölkerung Luxemburgs.

## Wirtschaft
Im Jahr 2015 exportierte Portugal Waren und Dienstleistungen im Wert von 460,7 Mio. Euro nach Luxemburg (2014: 438,3 Mio.; 2013: 341,8 Mio.; 2012: 289,8 Mio.; 2011: 266,6 Mio.), davon 24,4 % Lebensmittel, 13,7 % landwirtschaftliche Erzeugnisse, 11,9 % Fahrzeuge und Fahrzeugteile und 6,3 % Maschinen und Geräte.
Im gleichen Zeitraum lieferte Luxemburg Waren und Dienstleistungen im Wert von 413,2 Mio. Euro an Portugal (2014: 322,8 Mio.; 2013: 225,9 Mio.; 2012: 201,7 Mio.; 2011: 173,7 Mio.), davon 46,4 % Maschinen und Geräte, 24,7 % chemisch-pharmazeutische Produkte, 11,5 % Metalle und 3,5 % Kunststoffe.

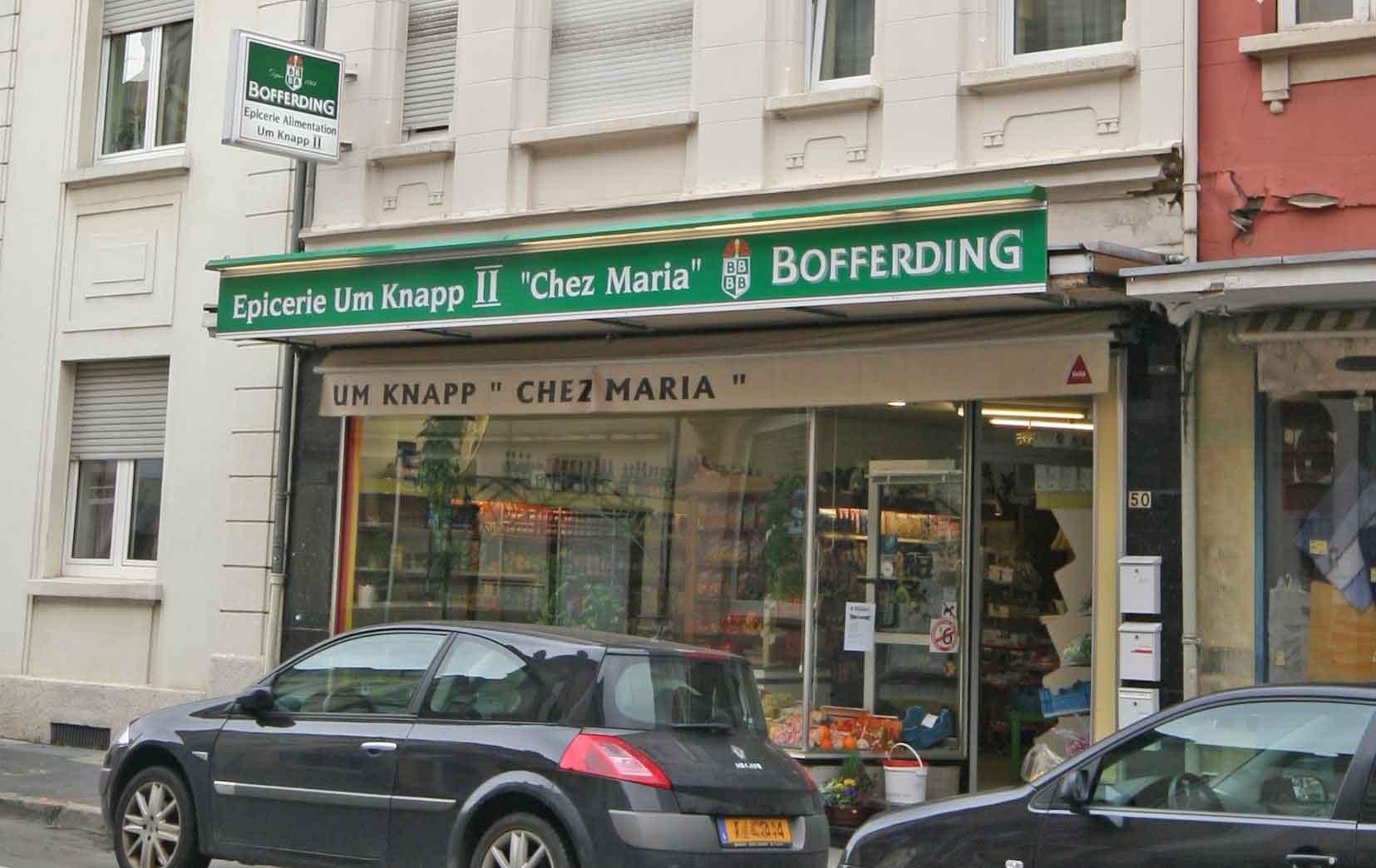
Portugiesisches Geschäft in Luxemburg mit Werbung sowohl des luxemburgischen Bofferding-Bieres als auch des portugiesischen Delta-Kaffees. Der Laden war Drehort im österreichisch-luxemburgischen Film Perl oder Pica (2006)

Damit stand Luxemburg in der portugiesischen Außenhandelsstatistik 2015 an 47. Stelle als Abnehmer und an 46. Stelle als Lieferant. Im luxemburgischen Außenhandel 2015 stand Portugal damit an 35. Stelle unter den Abnehmern und an 23. Stelle unter den Lieferanten. Ein Teil der Einfuhren aus Portugal gehen jedoch über Belgien nach Luxemburg, so dass sie in der belgisch-portugiesischen Statistik und nicht in der luxemburgisch-portugiesischen Handelsbilanz geführt werden.
Mit Einnahmen von 141,8 Mio. Euro im Jahr 2015 (2014: 130,3 Mio.; 2012: 113,1 Mio.; 2012: 103,1 Mio.; 2011: 83,0 Mio.) waren luxemburgische Touristen für 1,2 % des portugiesischen Fremdenverkehrs verantwortlich.
Im Jahr 2015 überschritten die Rücküberweisungen der portugiesischen Arbeitnehmer aus Luxemburg nach Portugal mit 114,47 Mio. Euro erstmals die 100-Millionen-Marke. 2005 betrugen die Überweisungen 69,54 Mio. Euro, 2010 waren es 84,41 Mio. Euro.

## Kultur

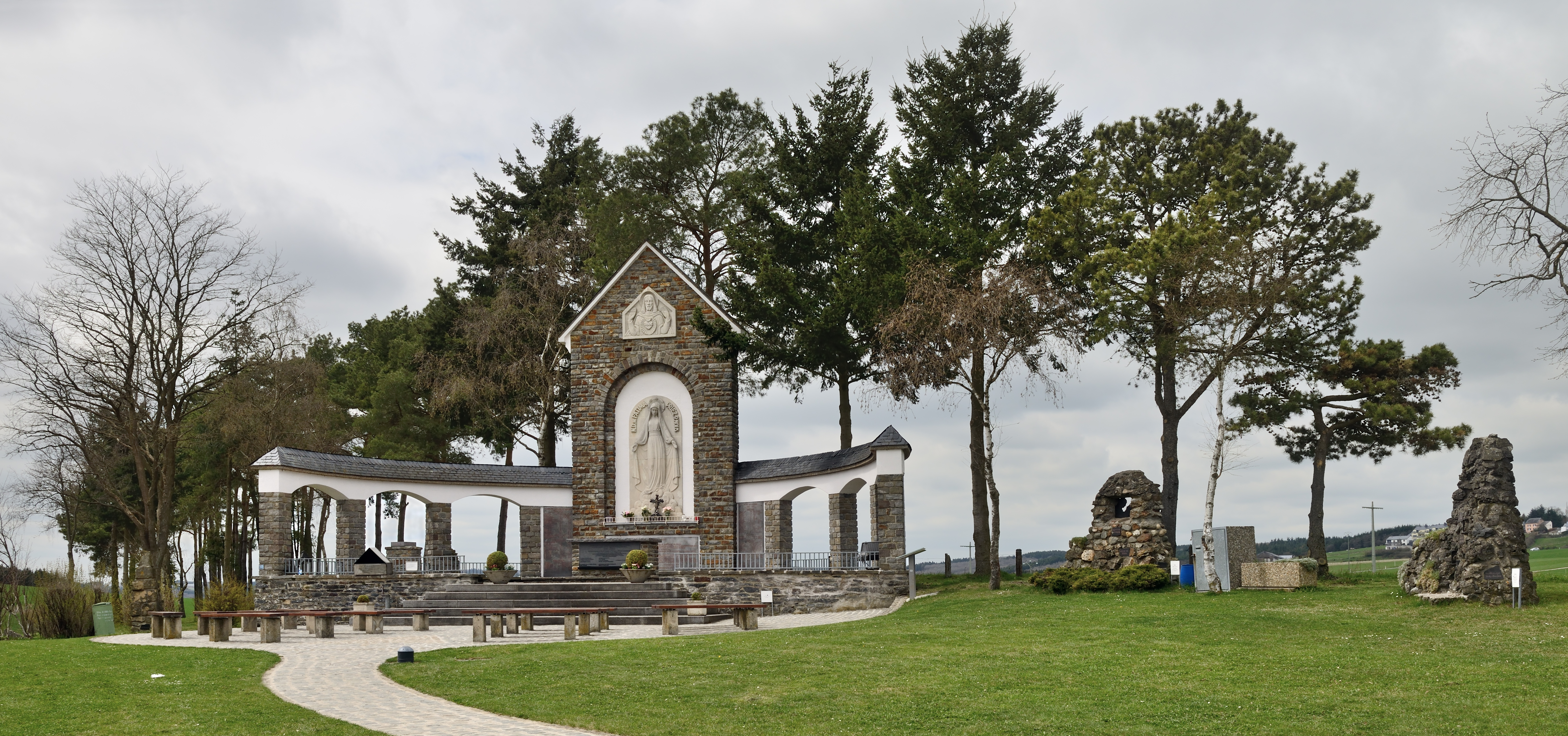
Das Denkmal Unserer Lieben Frau von Fátima im luxemburgischen Niederwiltz: es bestehen vielfältige Beziehungen zwischen beiden Ländern auch in Kultur, Religion und Sport.

Das portugiesische Kulturinstitut Instituto Camões ist mit einem Sprachzentrum in Luxemburg-Stadt und einem Lektorat an der Universität Luxemburg präsent.
Gegenseitige Ausstellungen, Konzerte und andere Kulturveranstaltungen haben in den letzten Jahren zugenommen, insbesondere Veranstaltungen portugiesischer Kultur in Luxemburg. In einem seit 2015 angekündigten Kulturabkommen soll der gegenseitige Austausch weiter ausgebaut und vertieft werden.
Gelegentlich kommt es zu gemeinsamen Produktionen des Portugiesischen Kinos und des Luxemburgischen Films. Beispiele sind der international prämierte und in Kap Verde gedrehte Nha Fala – Meine Stimme (2002), der starbesetzte, nachdenklich-heitere Die Schwächen der Frauen (1997), der Publikumserfolg Jaime (1999) oder auch das portugiesische Kriminaldrama Os Imortais (2003) mit dem Luxemburger André Jung.
Die luxemburgisch-portugiesische Theater-, Film- und Fernsehschauspielerin Hana Sofia Lopes arbeitet sowohl in ihrem Heimatland Luxemburg als auch in Portugal, der Heimat ihrer Eltern.

## Sport

### Fußball
Männer

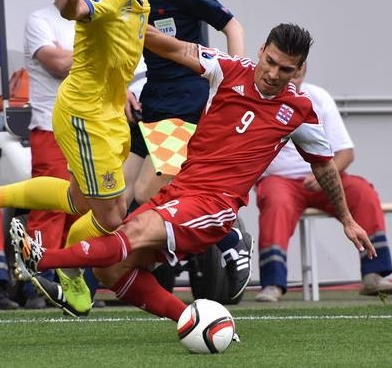
Luxemburgs Nationalspieler Daniel da Mota am 14. Juni 2015 im Qualifikationsspiel zur EM 2016 gegen die Ukraine

Die luxemburgische Fußballnationalmannschaft und die portugiesische Nationalelf trafen bisher 15 Mal aufeinander, wobei 13 Mal Portugal und einmal Luxemburg gewann, ein Spiel endete unentschieden (Stand Januar 2017). Erstmals trafen sie am 19. März 1961 in der Qualifikation zur WM 1962 aufeinander, Portugal gewann dabei in Lissabon 6:0. Im folgenden Rückspiel am 8. Oktober 1961 in Luxemburg gelang dem Gastgeber mit 4:2 der bislang einziger Sieg gegen Portugal.
Portugiesischstämmige Fußballspieler, oft mit luxemburgischer Staatsangehörigkeit, treten auch für luxemburgische Klubs und häufig auch für die Nationalmannschaft Luxemburgs an, so Daniel da Mota, Mica Pinto, Eric Veiga, Marvin Martins, Christopher Martins Pereira, Jayson Videira Pereira, Ricardo Aleixo Delgado, Christophe de Sousa, Raphael de Sousa, Joël Pedro, Yann Matias oder auch Nationaltorhüter Tiago Pereira Cardoso. Auch in Portugal geborene Luxemburger spielen für die Landesauswahl, etwa Gerson Rodrigues, Leandro Barreiro, Diogo Pimentel oder João Tomás de Sousa Moreira Cruz. Schließlich spielen gelegentlich auch Portugiesen ohne Bezug zu Luxemburg für dortige Vereine, etwa Jorge Gabriel Costa Monteiro, Fábio Paím, Miguel Simão, der von 2003 bis 2013 für mehrere luxemburgische Vereine spielte, oder Carlos Fangueiro, der sowohl als Spieler (Spielertrainer) als auch als Trainer in Luxemburg wirkte.
Im Gegenzug spielen Spieler aus Luxemburg auch für portugiesische Klubs, beispielsweise Nationalspieler wie Tim Hall oder Vincent Thill. Darunter sind auch portugiesischstämmige Spieler aus Luxemburg, etwa die vorgenannten Eric Veiga, Marvin Martins oder Mica Pinto.
Eine Reihe Vereine in Luxemburg wurden von Portugiesen gegründet oder stehen in enger Beziehung zur portugiesischen Gemeinde im Land, etwa der Sporting Club Steinfort oder FC RM Hamm Benfica. Portugiesen und Luxemburger spielen dort gemeinsam.
Frauen
Die portugiesische und die luxemburgische Frauennationalmannschaft traten bisher noch nicht aufeinander (Stand Januar 2017).
Einige luxemburgische Auswahlspielerinnen stammen aus der portugiesischen Gemeinde Luxemburgs, etwa  Cristiana Carvalho, Joana Lourenco Magalhaes oder Julie Marques Abreu.

### Andere
Der luxemburgische Radrennfahrer Francis da Silva stammt aus einer portugiesischen Familie. Als Aktiver gewann er 1980 mit dem Grand Prix François Faber das älteste Straßenradrennen Luxemburgs und leitete später luxemburgische Radsportteams. Auch seine Brüder Acácio da Silva und José Sa Silva waren Radsportler mit Bezug zu Luxemburg.